# Saugglocke (Sanitärtechnik)

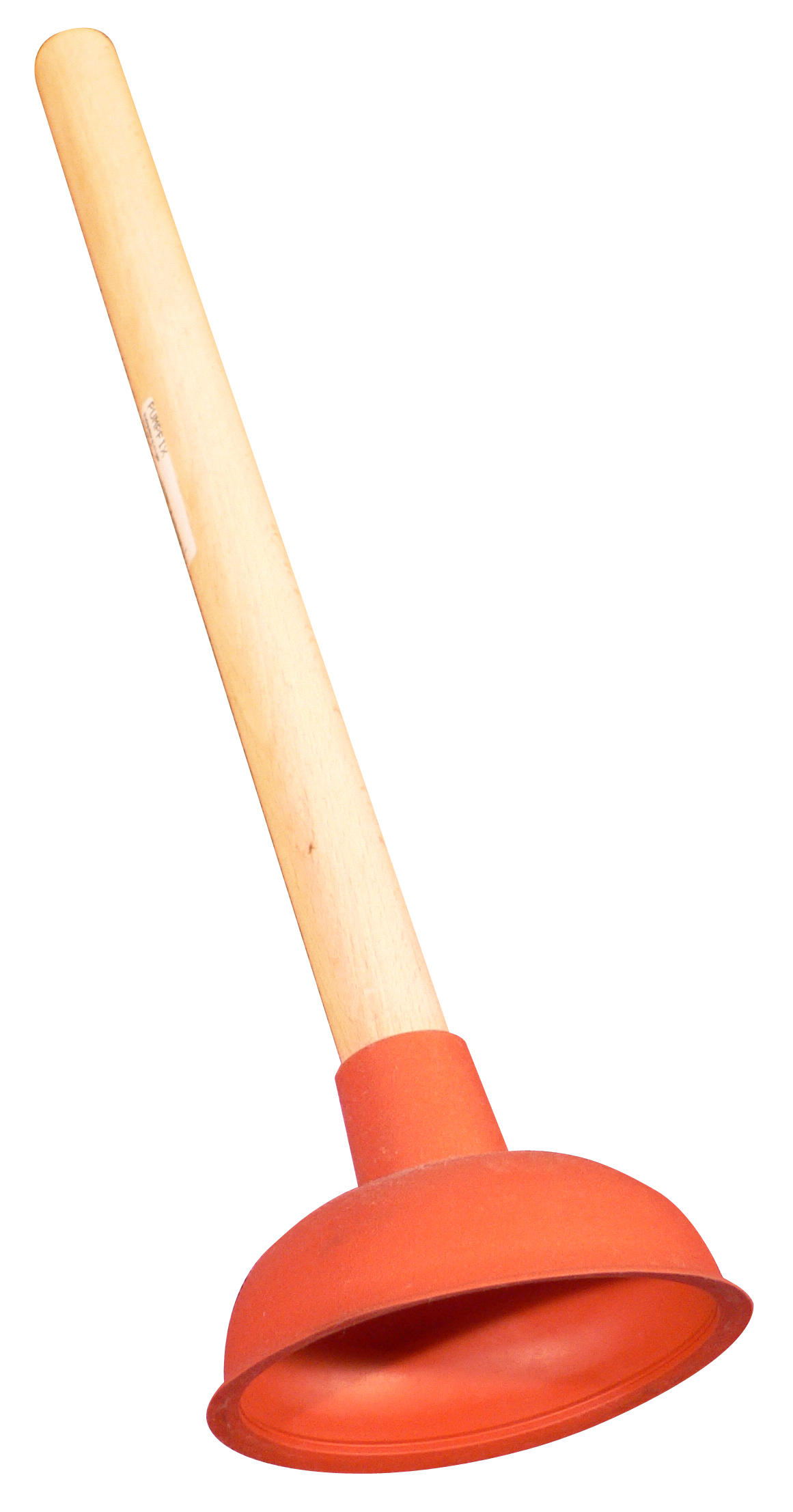
Moderne Haushalts-Saugglocke zur Abflussreinigung

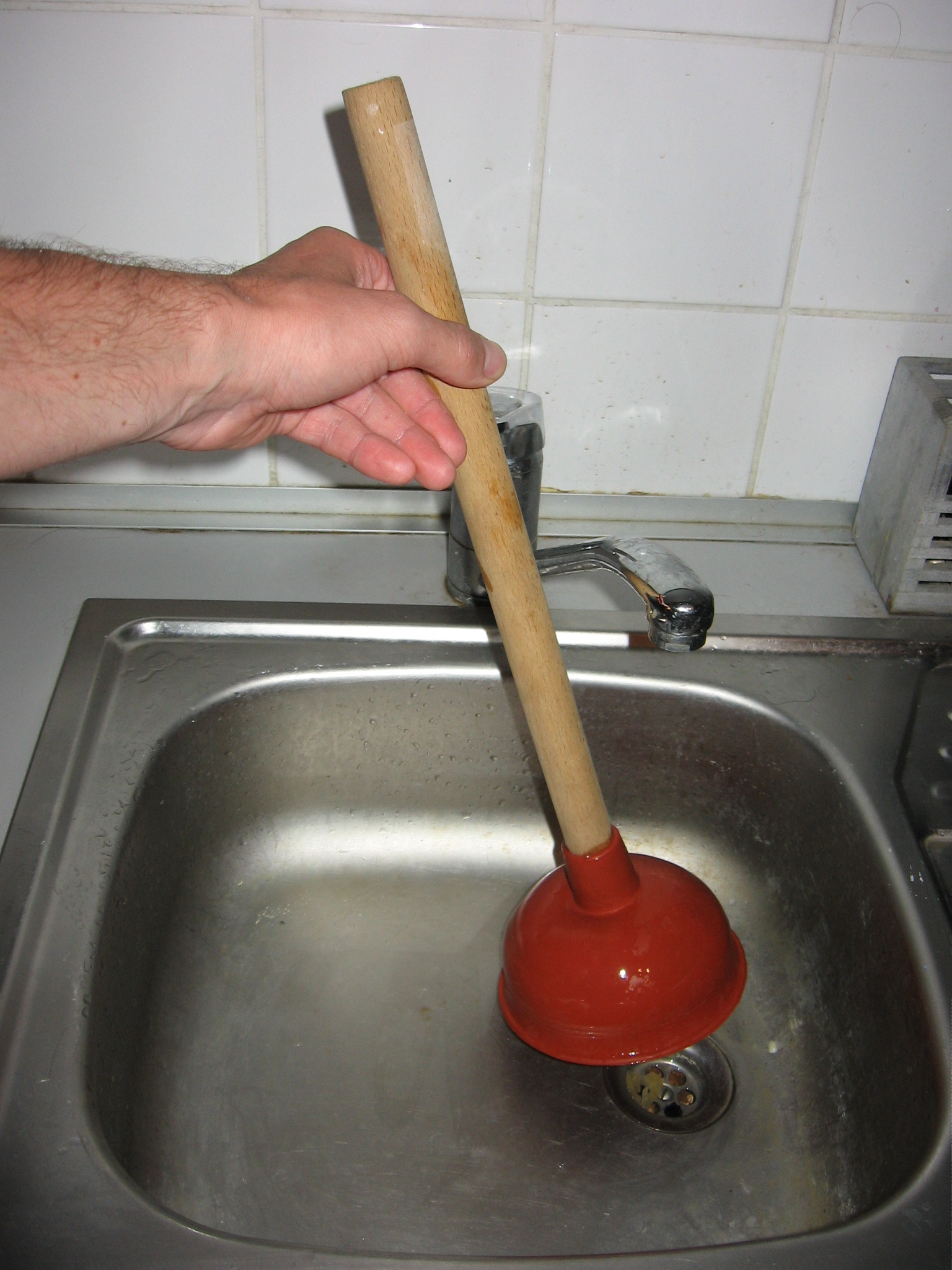
Einsatz im Spülbecken

Eine Saugglocke (fachsprachlich auch: Ausgussreiniger, Gummisauger und Abflussstampfer, vulgo jedoch eher bekannt unter einer Vielzahl regional unterschiedlicher umgangssprachlicher und regiolektaler Ausdrücke) ist ein Haushaltsgerät, das der Beseitigung von Verstopfungen in Abflüssen von Spülen, Waschbecken, Badewannen und Toiletten dient.
Das Werkzeug besteht aus einer Gummiglocke mit 10–14 cm Durchmesser, oft mit Dichtlippen am unteren Rand und einem Ansatz, der einen Stab mit etwa 25 mm Durchmesser und 30–40 cm Länge aufnimmt. Der griffige Stab ist meist aus Holz und oben kugelig abgerundet. Besteht der Griff aus Kunststoffrohr, ist dieses mit einer Kappe oft samt Aufhängelasche verschlossen.
Nachdem das jeweilige Becken mit ausreichend Wasser gefüllt wurde, wird die Glocke eingetaucht, der Abfluss geöffnet und mit der Glocke abgedeckt, und sofort mit dem Griff rasch und rhythmisch einige Male nach unten gestoßen und nach oben gezogen. Dadurch wird abwechselnd Über- und Unterdruck im Abfluss erzeugt mit dem Ziel, mittels der eingeschlossenen Wassersäule eine Verstopfung etwa im Siphon zu beseitigen.
Die konisch geformte Saugglocke alleine, ohne den Holzstiel, wird gelegentlich handgehalten als Dämpfer für Trompete oder Posaune verwendet.

## Anwendung
Mit der Saugglocke wird abwechselnd ein Unter- und Überdruck im Abfluss erzeugt, um festhängendes Material zu lösen und fortzuspülen. Die offene Unterseite der Saugglocke wird auf den Abfluss gesetzt und niedergedrückt. Die Gummilippe sollte ringsum möglichst eng anliegen. Dies ist in WC-Becken oft nicht erreichbar, so dass hier auf Reinigungsspiralen zurückgegriffen werden muss.
In Spülen mit zusätzlichen Abflussöffnungen (wie einem Überlauf) wird die Wirkung deutlich verstärkt, wenn diese abgedichtet werden, zum Beispiel, indem ein nasser Waschlappen davor gepresst wird.
Anschließend wird so viel Wasser in das Becken gefüllt, dass beim kurzen Anheben der Gummiglocke der verstopfte Ablauf geflutet wird. Es sollte sich möglichst wenig Luft unter der Saugglocke und im Abfluss befinden, da sich durch die Kompressionsfähigkeit der Luft die Beschleunigung der Wassersäule verringert. Durch eine zügige Auf- und Abbewegung des Holzstabes und die Saugwirkung der Glocke kann die Verstopfung gelöst oder gelockert und die für die Verstopfung verantwortlichen Festkörper bis in die Abflussrohre mit größerem Querschnitt befördert und fortgeschwemmt werden.
Das Gummimaterial von alten Saugglocken wurde oft hart und brüchig, so dass keine ausreichende Abdichtung mehr erreichbar war.

## Alternativen
Der Einsatz einer Saugglocke ist relativ einfach und hygienisch.
Manchmal lassen sich mit der Saugglocke jedoch größere Ablagerungen von Fetten oder anderen plastischen oder festen Massen sowie festhängende Haare oder andere Fasern nicht vollständig entfernen.
In diesem Fall kann
- eine Rohrreinigungsspirale eingesetzt werden, um die festsitzenden Ablagerungen zu lockern,
- chemischer Rohrreiniger in den Abfluss gegeben werden, um organische Stoffe zunächst aufzulösen, bevor die Saugglocke erneut eingesetzt wird,
- der Siphon oder die Abflussrohre auseinandergezogen bzw. -geschraubt werden, um diese zu reinigen.

Kunststoffrohre sind einfacher zu zerlegen als die früher verwendeten Guss- und Blechrohre, deren Verbindungen sich oft festsetzten und nur mit Werkzeug zu lösen waren.

## Trivia
Der Cartoonist Tetsche brachte in seinen Zeichnungen (im Stern) – neben anderen für ihn typischen Trivialdingen wie Spiegelei, Backenzahn usw. – häufig einen „Pümpel“ unter. Auf dem Dachfirst seines Hauses ist ein überdimensionaler Pümpel montiert.